# Château de Volkrange
Le château de Volkrange est un château français du département de la Moselle, faisant partie de la commune de Thionville.

## Histoire
Le château de Volkrange et ses communs fait l’objet d’une inscription au titre des monuments historiques depuis le 8 octobre 1984. Un premier château (détruit) est édifié de 1242 à 1248 pour Arnoux II, seigneur de Volkrange, sur une plate-forme rectangulaire entourée de douves qui subsiste toujours. Au XVIe siècle le logis est reconstruit (époque du gros œuvre et des voûtes du rez-de-chaussée) puis restauré à partir de 1671 par Jean de Pouilly, après les dommages causés par la Guerre de Trente Ans. Dans la 1re moitié du XVIIIe siècle, il est modernisé par des percements et de nouveaux aménagements intérieurs.
En 1741, des dépendances comprenant des écuries et un pigeonnier sont construites à l’ouest et au nord. En 1841, un nouveau logis est érigé sur le côté est de la cour pour Barthélemy Bompard, qui a acquis le domaine l’année précédente. Dans la seconde moitié du XIXe siècle, une chapelle est aménagée dans la salle voûtée du rez-de-chaussée du vieux logis pour la famille Bompard, avec porte et fenêtres en pastiche néo roman.
En 1952, le domaine est vendu aux pères du Sacré-Cœur, puis racheté en 1996 par la ville qui loue le vieux logis à l’association des Amis du vieux château.